# Hamadryas magellanica
Hamadryas magellanica är en ranunkelväxtart som beskrevs av Jean-Baptiste de Lamarck. Hamadryas magellanica ingår i släktet Hamadryas och familjen ranunkelväxter. Utöver nominatformen finns också underarten H. m. paniculata.